# 小龙门站
小龙门站位于湖南省怀化市辰溪县小龙门乡，是沪昆铁路上的车站，1972年5月随金竹山—贵阳段通车而投入运营:98。车站由广州局集团怀化车务段管辖，仅办理专用线、专用铁路货运业务。

## 概要
小龙门站原设有3条股道，正线1条，到发线2条，站房面积100平方米。1999年湘黔铁路复线化时增加1条到发线，2000年10月复线化工程竣工后停办客运业务:99。
目前车站仅办理专用线、专用铁路货运业务，主要到发品为煤炭、磷矿和少量木材。车站设有通往云箭机械红敏厂的专用线。该专用线建于1974年，长13.4千米，由红敏化工厂组织建设，1975年12月建成:433。